# Lathrotriccus
Lathrotriccus is een geslacht van zangvogels uit de familie tirannen (Tyrannidae).

## Soorten
Het geslacht kent de volgende soorten:
- Lathrotriccus euleri – Eulers tiran
- Lathrotriccus griseipectus – Grijsborstfeetiran